# 致命摇篮
《龍潭虎穴》（英語：Cradle 2 the Grave）是一部2003年的美國電影動作片，由安德瑞·巴寇亞克執導，华纳兄弟公司发行。主要演员有李連杰、厄爾西蒙斯、胡凯莉、馬克·德可斯可。

## 劇情
一個由六人組成的偷竊集團如往常一樣去偷竊東西來賣，沒想到偷到貌似黑鑽石的東西卻是由台灣所研發出來的核子武器。這些黑鑽石當年被一名台灣安全局的情報人員林（馬克·德可斯可 飾）所偷走帶到美國。而台灣為了要追回這一批黑鑽石，特地派了一名台灣安全局情報人員蘇黨恆（李連杰 飾）到美國調查。最後，蘇成功的追回了黑鑽石。

## 主要演員
- 李連杰 飾 蘇黨恆
- DMX 飾 安東尼斐特
- 蓋柏莉·尤恩 飾 戴瑞兒
- 胡凱莉 飾 蘇娜
- 馬克·德可斯可 飾 林
- 安東尼·安德森 飾 湯米
- 湯姆·阿諾 飾 阿齊